# MÁV 475 sorozat
A MÁV XIVa. osztályú, 1911-től 475 sorozatú szertartályos mozdonya egy magyar mellékvonali hegyipálya gőzmozdonytípus volt. Szerkezetszáma a MÁV Gépgyárban 39{\displaystyle {}^{1-4}} volt.

## Története
Az 1890-es évek elején a hazai mellékvonalakon a vontatási szolgálatot legnagyobb részben három kapcsolt kerékpárú mozdonyok, így főleg a régebbi, V. osztályú (később 374 sorozatú) szerkocsis és az újabb XII. osztályú (később 377 sorozatú) mozdonyok látták el. Bár ez utóbbiak igen jól beváltak, teljesítményük a nagy emelkedőkkel rendelkező mellékvonalon, mint például 18–20‰-es a Győr–Jutas közötti vasútvonal és a Losoncvidéki HÉV. Bár csak 10‰-es emelkedőkkel épült a Petrozsény–Lupény közötti HÉV-vonal, nagy tömegű szénvonatait előfogat nélkül a meglévő mozdonyok nem tudták továbbítani.
Az igények kielégítésére a MÁV a XII. osztályú (később 377 sorozatú) mozdonyok mintájára szertartályos mozdonytípust rendelt, de a megnövekedett teljesítményigény miatt négy kapcsolt kerékpár és kompaund gépezet alkalmazását írta elő. Az új típus legnagyobb tengelyterhelése sem haladhatta meg a 10 tonnát. Az új mozdonytípus első példányát a MÁV Gépgyár 39{\displaystyle {}^{1}} szerkezetszámon 1896-ra készítette el, és a MÁV a XIVa. osztályjelet és az 5081 pályaszámot kapta. A mozdonyt az ebben az évben megrendezett millenniumi kiállításon is bemutatták.
A mozdonyok a Monarchiában ekkor kötelező módon hadijelet is kapott, amely a típus esetén  {\displaystyle {\tfrac {\overline {\left|\mathrm {IV\ 250} \right|}}{\mathrm {D} _{9}}}}  volt.

## Szerkezete
Bár a típus le sem tagadhatná rokonságát a XII. osztályú (később 377 sorozatú) mozdonyokkal és annak egy kapcsolt kerékpárral meghosszabbított változatának tűnik, valójában azonban jóval nagyobb méretű és teljesítményű kazánnal és gépezettel készült.

### Kazán
A mozdonyok hosszkazánjának középvonala annak nagyobb átmérője miatt valamivel magasabbra került, mint a XII. osztály. A porosz-, más néven Becker-rendszerű állókazánban elhelyezett 1/5 esésű rostély felülete megközelítette a IIIq. osztályú (később 325 sorozatú) fővonali tehervonati mozdonyokét. A rostély elülső része buktatható kivitelű volt. A tűzszekrény alul 1,1 m széles, 14 és 15 mm-es, a csőfalnál felül 25 mm-es lemezekből állt. A 3100 mm hosszúságú és 1,3 m (a IIIq. osztályéval azonos) átmérőjű átmérőjű két övből álló hosszkazánt 12 mm-es folytvas lemezekből szegecselték össze. Az első kazánövön helyezték el a gőzdómot, a második övre a homoktartály került. A gőzdómra közvetett terhelésű rugómérleges biztonsági szelepet szereltek. A hosszkazánba 176 darab 46,5/52 mm átmérőjű folytvas tűzcsövet építettek. A mozdonyok füstszekrényét a szikraszórás csökkentésére 1,7 m hosszúra készítették és itt a füstszekrényben helyezték el az amerikai rendszerű szikrafogót, melyhez a karcsú Prüssmann-rendszerű kémény csatlakozott. A gőzfúvó „békaszájú” volt. A kazánt 1–1 db Friedmann-rendszerű nem szívó, 9, illetve 7 mm-es nyílású frissgőz-lövettyű táplálta vízzel.

### Gépezet
A két, kereten kívül elhelyezett hatalmas gőzhengert a szerkesztési szelvényben való elhelyezhetősége miatt nem vízszintesen, hanem ferdén, hátrafelé 49,79‰-es lejtéssel szerelték fel a keretre. A gőzhengerek a harmadik kapcsolt kerékpárt hajtották. A keresztfejek kétvezetékesek voltak. A hajtórudak I alakú, míg a csatlórudak téglalap alakú keresztmetszettel készültek.
A gőzhengerek kagylós síktolattyúkkal készültek, melyek tükre a fenti okok miatt szintén nem vízszintes, hanem ferde szögben állt. A tolattyúkat ellenforgattyús Heusinger–Walschaert-rendszerű vezérművek szabályozták, melyeket szintén a kereten kívül helyezték el. A vezérmű átkormányzása emeltyűvel kombinált kormánycsavarral történt, a kormánymű-gerendely pedig a IIIq. osztályú mozdonyokéhoz hasonlóan osztott kivitelű volt. A mozdonyok gépezetét egyszerű Borries-rendszerű indítókészülékkel is ellátták.

### Keret és futómű
A XIVa. osztályú mozdonyok négy hajtott kerékpárral rendelkeznek, melyek közül az első hármat mereven a 25 mm-es folytvas lemezekből összeszegecselt külső keretbe ágyaztak, míg a negyedik kapcsolt kerékpár oldalirányban 14–14 mm-rel elmozduhatott. Így a mozdony teljes tengelytávja 3 350 mm, merev tengelytávja azonban csak 2 225 mm volt. A második és harmadik kerékpár lemezrugói himbaszerkezetet építettek.

### Segédberendezések
A XIVa. osztályú mozdonyokra légféket nem, csak a hátsó két kerékpárt fékező kézifékkel szerelték fel. A féktuskók a mozdony kerékpárjait elölről fékezték. Kedvezőtlen tapadási viszonyok esetén kézi rudazatos, kúpkerekes homokoló juttatott homokot a kapcsolt kerékpárok elé. A típust univerzális jellegére tekintettel gőzfűtési berendezéssel is ellátták. A mozdonyok vízkészletét a szertartályos mozdonyoknál elterjedt módon a hosszkazán két oldalán elhelyezett víztartályban, míg a szenet a mozdony vezetőállásának („konyhájának”) hátsó részében kialakított szénférőben tárolták.
A típus engedélyezett vonatterheléseit a MÁV számításokkal az alábbiak szerint állapította meg:
| A XIVa. osztályú mozdonyok engedélyezett vonatterhelései | A XIVa. osztályú mozdonyok engedélyezett vonatterhelései | A XIVa. osztályú mozdonyok engedélyezett vonatterhelései | A XIVa. osztályú mozdonyok engedélyezett vonatterhelései | A XIVa. osztályú mozdonyok engedélyezett vonatterhelései | A XIVa. osztályú mozdonyok engedélyezett vonatterhelései | A XIVa. osztályú mozdonyok engedélyezett vonatterhelései |
| Pálya- emelkedés                                         | 15 km/h                                                  | 20 km/h                                                  | 25 km/h                                                  | 30 km/h                                                  | 35 km/h                                                  | 40 km/h                                                  |
| -------------------------------------------------------- | -------------------------------------------------------- | -------------------------------------------------------- | -------------------------------------------------------- | -------------------------------------------------------- | -------------------------------------------------------- | -------------------------------------------------------- |
| 0‰                                                       | 1771 t                                                   | 1655 t                                                   | 1490 t                                                   | 1193 t                                                   | 1000 t                                                   | 787 t                                                    |
| 5‰                                                       | 560 t                                                    | 547 t                                                    | 520 t                                                    | 437 t                                                    | 371 t                                                    | 320 t                                                    |
| 10‰                                                      | 320 t                                                    | 315 t                                                    | 302 t                                                    | 255 t                                                    | 218 t                                                    | 190 t                                                    |
| 16‰                                                      | 203 t                                                    | 201 t                                                    | 193 t                                                    | 162 t                                                    | 139 t                                                    | 120 t                                                    |
| 20‰                                                      | 160 t                                                    | 158 t                                                    | 152 t                                                    | 128 t                                                    | 108 t                                                    | 93 t                                                     |
| 25‰                                                      | 123 t                                                    | 122 t                                                    | 118 t                                                    | 98 t                                                     | 92 t                                                     | –                                                        |

## Sorozatgyártás
Még 1896-ban elkészült az első nyolc XIVa. osztályú mozdony. Időközben a mozdonyok számára új pályaszámcsoportot jelöltek ki, ezért a hetediket már eleve az új 6807 pályaszámmal szállították, az előzőeket pedig átaszámozták. Kísérletképpen a 6816–6825 sorozatú mozdonyokat 435/620 mm-es hengerátmérőkkel szállították, azonban a későbbi szállításnál visszatértek a 420/600 mm-es átmérőkre. A típusból MÁV részére 1902-ig összesen 40 db készült.
Egy további példányt a Kassa–Oderbergi Vasút szerzett be 1909-ben az általa kezelt Tátralomnici HÉV részére 541 pályaszámmal. A 39{\displaystyle {}^{4}} szerkezetszámon készült mozdony a MÁV-gépekétől eltérő futóművel készült: az első és negyedik kapcsolt kerékpárt a kis sugarú pályaíveken való könnyebb áthaladást segítendő Klien–Lindner rendszerű beállószerkezettel látták el.

## Üzemük az első világháború végéig
Az első nyolc mozdonyt Petrozsény–Lupény vonal szénvonatainak továbbítására osztották be, a további példányok pedig a háború végéig a Losoncvidéki HÉV, valamint az Alvinc–Nagyszeben, a Versec–Lugos, a Nagytapolcsány–Trencsén és a Szombathely–Pinkafő vonalak teljes forgalmát bonyolították le. Eleinte közlekedtek a Győr–Jutas vonalon is, itt azonban rövidesen Va. osztályú (később 370 sorozatú) szerkocsis mozdonyokkal váltották fel őket. A mozdonyok 1911-ben a 475 sorozatjelet kapták. Az 1910-es évek elején állomásításuk az alábbiak szerint alakult:
- Petrozsény: 11 db
- Piski: 1 db
- Nagyszeben: 1 db
- Szombathely: 5 db
- Nagytapolcsány: 8 db
- Losonc: 5 db
- Lugos: 9 db

A MÁV mozdonyainak nagyjavítását műhelyei között 1918-tól nem területenként, hanem típusonként osztotta el. A 475 sorozat mozdonyainak nagyjavítására a Szombathelyi Műhelyt jelölték ki.

## Az első világháború után
A vesztes első világháború után az elszakított területeken maradt, a tanácsköztársaság bukását követő román megszállás során elhurcolt, valamint a trianoni békeszerződés következtében az utódállamoknak ítélt vasúti járművek között a 475 sorozatú mozdonyok nagy része is a határokon túlra került. A mozdonyok eloszlása az alábbiak szerint alakult:
- MÁV: 16 db
- CFR: 18 db
- ČSD: 5 db
- SHS: 1 db

### Románia

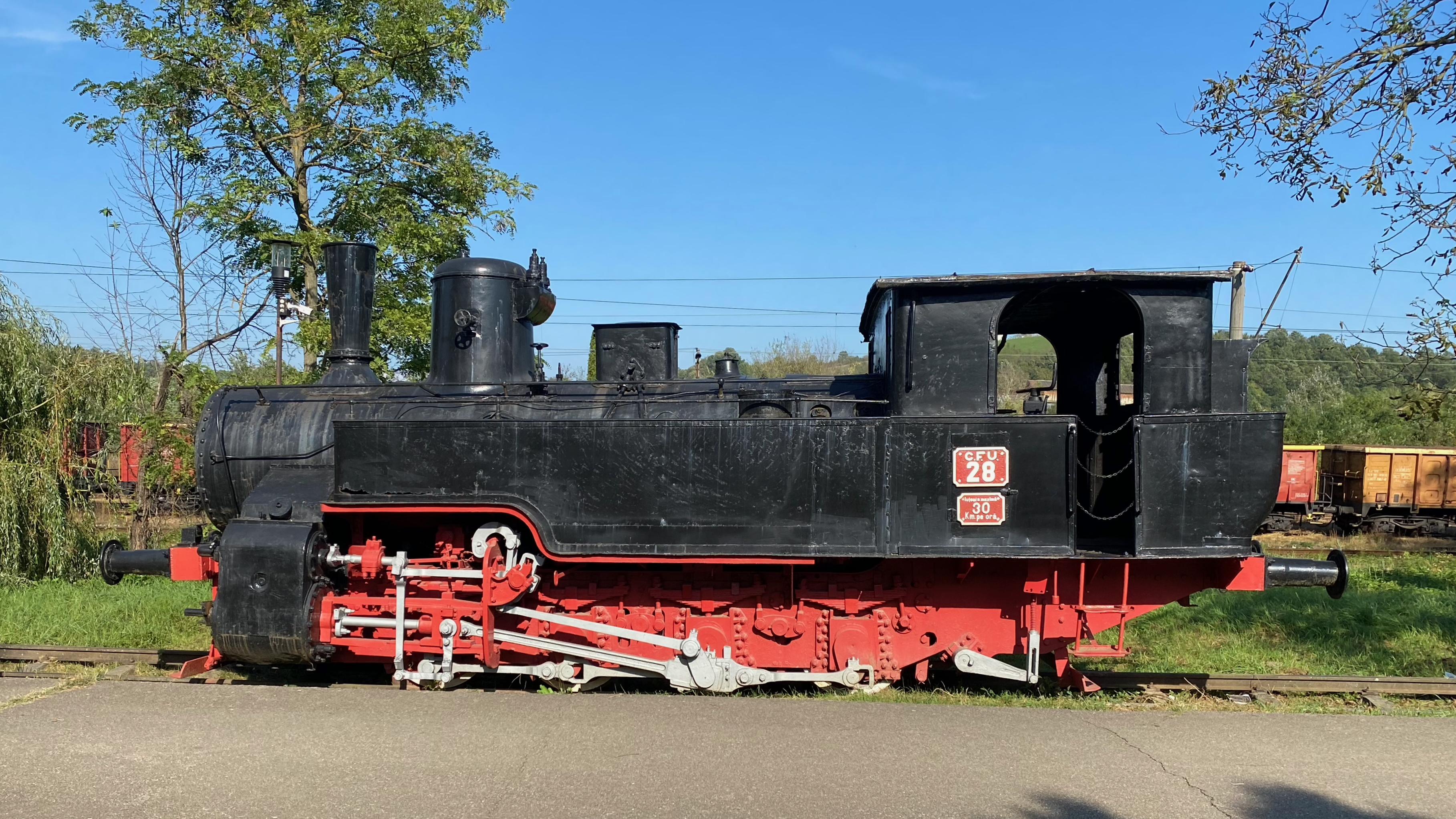

A CFR a mozdonyokat az eredeti, MÁV-os sorozatjel és pályaszámok megtartásával üzemeltek tovább. A járművek Zsibó, Dés, Kolozsvár és Szatmárnémeti fűtőházai kerültek és vegyes-, valamint tehervonati szolgálatot láttak el 1933–1934-es selejtezésükig.

### Csehszlovákia
A ČSD az első években szintén a korábbi sorozat- és pályaszámokon üzemeltette a járműveket. A Monarchia vasúttársaságai járműparkjának végleges felosztása után, 1925-ben bevezetett jelölési rendszerben a MÁV mozdonyai a 410.001–05 pályaszámcsoportba kerültek.  A KsOd mozdonya az eltérő futómű miatt 410.101 pályaszámot kapta, később azonban 410.006-ra számozták át. Az egyik példányt rövidesen selejtezték, de a többi egészen 1950–1951-ig üzemelt. A Poprád–Podolin vonal mellett a 38‰-es emelkedőjű Tarpatak (Kakaslomnic)–Tátralomnic vonalon teljesítettek hasznos szolgálatot. A 410.006 pályaszámú mozdony normál nyomtávon szokatlan Klien–Lindner rendszerű beállószerkezetének karbantartása  meglehetősen nehézkes volt, ezért ezt a példányt már 1948-ban leállították és 1951-ben törölték az állagból. Utolsóként a 410.002 pályaszámú példányt selejtezték 1954-ben.

### Magyarország
A háború után megmaradt mozdonyokat a MÁV 1926. január 1-jétől új pályaszámcsoportokba tervezte sorolni. A mozdonyok kijelölt pályaszámcsoportja a 475,301–316 volt. Az átszámozást végül nem hajtották végre.
A sorozat mozdonyait a lecsökkent forgalom miatt fokozatosan javítás nélkül letétbe helyezték. A mozdonyok közül 1932 januárjában
- Vácon és Balassagyarmaton 2–2 db,
- Kiskunhalason 3 db,
- Zalaegerszegen 7 db,
- Dombóváron és Pécsen 1–1 db állomásozott.

A mozdonyokat három példány kivételével 1930-as években selejtezték.
A Duna–Száva–Adria Vasút államosításával a MÁV vette át a brennbergi bányavasút üzemeltetését is. Az itt szolgáló 32d, illetve a MÁV-nál 361 sorozatként jelölt három kapcsolt kerékpárú mozdonyok elöregedtek, így cseréjükről kellett gondoskodni. A nagy emelkedésű, 12,5 tonnás tengelyterhelésű pályára ideális volt a 475 sorozat, melynek három, Zalaegerszegen félreállított példányát 1932. folyamán felújították és Sopron-Déli fűtőházhoz helyezték, ahol egy mozdony a tolatószolgálatot, kettő a bánya kiszolgálását látta el. Hegymenetben 115, völgymenetben 260 tonnás szerelvényeket továbbítottak 20, illetve a kis sugarú ívekben 10 km/h sebességgel. A mozdonyok a bánya 1952-es megszüntetéséig, illetve a vasút felbontásáig ott szolgáltak.

## Napjainkban
Egyetlen 475-ös maradt az utókorra: a CFU 28 pályaszámú mozdony eredetileg 1900-ban készült a Magyar Királyi Állami Vasgyárakban 1486-os gyári számmal és 6828 pályaszámon került a MÁV állagába. 1911-ben jelölése 475,028-ra módosult, majd az első világháború után a CFR állagába került 475.028 pályaszámmal. A mozdonyt a CFR selejtezése után iparvállalatnak adta el, ahol a ma is viselt pályaszámát kapta. Az idők során új, hengeres tolattyús hengeröntvényeket kapott. Jelenleg Resicabányán, az ottani vasúti múzeumban van kiállítva.